# Cydista diversifolia
Cydista diversifolia är en katalpaväxtart som först beskrevs av Carl Sigismund Kunth, och fick sitt nu gällande namn av John Miers. Cydista diversifolia ingår i släktet Cydista och familjen katalpaväxter. Inga underarter finns listade i Catalogue of Life.